# Dainville
Dainville é uma comuna francesa na região administrativa de Altos da França, no departamento de Pas-de-Calais. Estende-se por uma área de 11,22 km².

## População
Em 2010 a comuna tinha 5 777 habitantes (densidade: 514,9 hab./km²).